# Caney City
Caney City – miasto w Stanach Zjednoczonych, w stanie Teksas, w hrabstwie Henderson.